# Medresse von Tirana

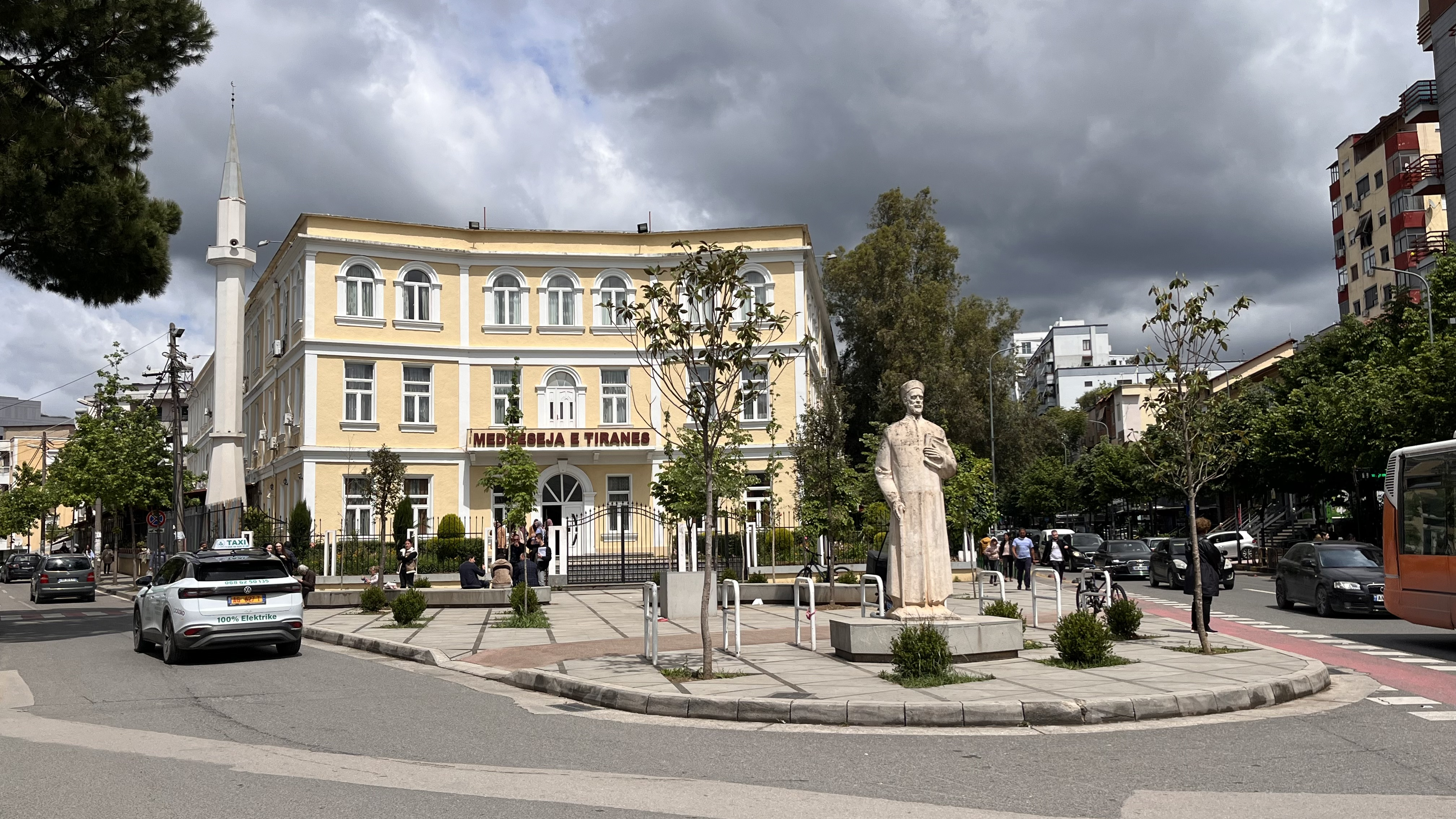
Gebäude der Medresse von Tirana

Die Medresse von Tirana (albanisch Medreseja e Përgjithshme të Tiranës), heute offiziell unter dem Namen Haxhi-Mahmud-Dashi-Medresse (Medreseja „Haxhi Mahmud Dashi“), ist eine islamische höhere Bildungseinrichtung in der albanischen Hauptstadt Tirana. Die Medresse (früher Koranschule) wurde am 1. März 1924 gegründet und ist damit eine der ältesten Bildungseinrichtungen des Landes. Sie spielte eine bedeutende Rolle bei der Nationenbildung in Albanien. Heute bietet die Schule Unterrichtsmodule an, die religiöse Erziehung mit der allgemeinen Schulbildung vereinigen. Der Platz vor dem Gebäude heißt „Medressenplatz“ (Sheshi Medrese).
Bekannte Lehrer der Medresse sind die Hāfize Ibrahim Dalliu und Ali Korça, bekannte Absolventen der Turkologe Vexhi Buharaja, der Balkanologe Shaban Demiraj und der bektaschitische Debe-Baba Reshat Bardhi.

## Geschichte
Bereits zu osmanischen Zeiten existierte eine Medresse in der Stadt. Die Initiative zur Gründung der heute existierenden Institution erfolgte nach der Unabhängigkeit Albaniens am 2. Juni 1923, nachdem die Generaldirektion der Stiftungen den Hohen Rat der Scharia über den dringenden Bedarf an einer allgemeinen Madrasa informiert hatte.
Die Medresse von Tirana wurde am 1. März 1924 durch Beschluss des Ersten Kongresses der albanischen Muslime offiziell eröffnet. Sie befand sich ursprünglich im Haus von Haqim Maçi in der Nähe der historischen und bedeutenden, jedoch mittlerweile zerstörten Sulejman-Pascha-Moschee. Am 20. Dezember 1931 wurde das neue Gebäude an der Dibra-Straße eingeweiht, das seit 2007 ein nationales Kulturdenkmal ist. Bei der Einweihung war unter anderem Mehdi Frashëri anwesend.
Nach der Unterdrückung während des Kommunismus und dem allgemeinen Verbot der Religion unter dem Diktator Enver Hoxha wurde die Einrichtung am 16. Oktober 1991 als Schule „Haxhi Mahmud Dashi“ wiedereröffnet.
In den 2020er Jahren stand die Einrichtung ebenso wie die sie leitende Muslimische Gemeinschaft Albaniens unter Kritik, von der Gülen-Bewegung aus den USA beeinflusst zu sein, die des Putschversuchs von 2016 in der Türkei verdächtigt wird. Dieser Vorwurf wurde im Zuge der 100-Jahr-Feier 2024 bei einem Staatsbesuch des türkischen Präsidenten Recep Tayyip Erdoğan gegenüber dem albanischen Premierminister Edi Rama bekräftigt.